# Pfalz-Simmern

Wappen der Wittelsbacher Linie Pfalz-Simmern

Pfalz-Simmern war eine seit 1444 im Fürstentum Pfalz-Simmern regierende Nebenlinie der pfälzischen Wittelsbacher. Von 1559 bis 1685 übernahm die Linie gemäß dem Heidelberger Sukzessionsvertrag die Herrschaft über die Kurpfalz als Pfalzgrafen und Kurfürsten in Heidelberg. 1685 starb die Linie im Mannesstamm aus.

## Besitz

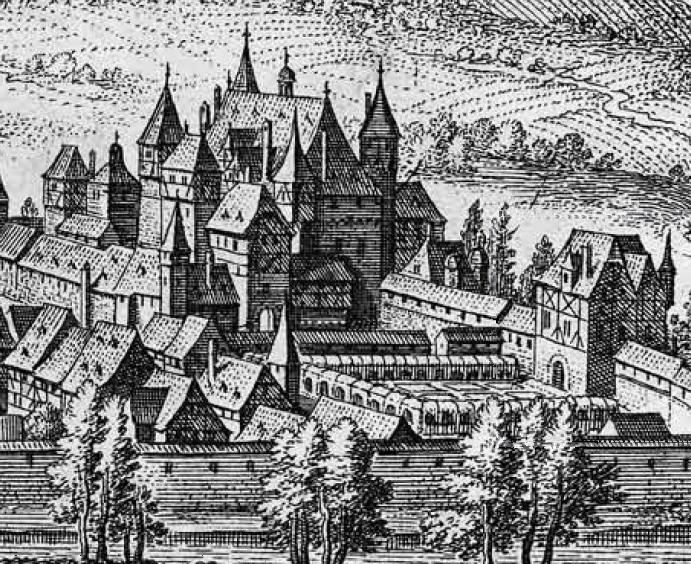
Schloss Simmern in einer Darstellung von Matthäus Merian aus dem Jahre 1648

Das eigentliche Fürstentum Simmern bestand aus:
- Stadt Simmern: 1358 verkauften die Raugrafen (bzw. deren Erben) die Stadt an die Pfalzgrafen. Simmern wurde erst unter Friedrich I. Residenz. Aus diesem Grunde wurden umfangreiche Bauarbeiten an Stadt und Burg durchgeführt.
- Propstei Ravengiersburg: Nach dem Tod des letzten Wildgrafen von Kyrburg 1408 wurde das Gebiet als erledigtes Lehen von König Ruprecht eingezogen und 1410 an das neue Pfalz-Simmern gegeben. Dabei handelt es sich um den größten Gebietskomplex.
- Altes Gericht: Das alte Gericht umfasste die Ortschaften Rheinböllen, Ellern, Dichtelbach, Erbach und Klein-Weidelbach.
- Neues Gericht: Es bestand aus den Ortschaften Mörschbach, Schnorbach, Wahlbach und Mutterschied.
- Schultheisserei Klosterkumbd (eigentlich Kumbd): Ursprünglich Vogtei und Gericht um das gleichnamige Kloster. 1420 kaufte Pfalzgraf Stephan den Bezirk von Bertam von Vilbel und den Herren von Schöneberg. Die Schultheisserei umfasste die Ortschaften Klosterkumbd (Ort und Kloster), Georgenhausen, Bergenhausen, Budenbach, Rayerschied und Benzweiler.
- Laubach, Bubach und Horn. Die drei Orte sind nach 1302 an die Pfalzgrafschaft gekommen und waren ursprünglich Reichsgebiet. Laubach und Horn erhielten 1360, bzw. 1368 umfangreiche Freiheiten.
- Gericht Schöneberg mit dem Ort Riegenroth. Schöneberg war ein Gerichtsplatz mit Kirche und Friedhof, nördlich von Steinbach.

## Geschichte
Die pfälzische Linie der Wittelsbacher teilte sich nach dem Tode des Pfalzgrafen und Königs Ruprechts III. von der Pfalz im Jahre 1410 in vier Linien
- der älteste Sohn Ludwig setzt die Kurlinie mit der Residenz Heidelberg fort
- Johann begründet die Linie Pfalz-Neumarkt
- Stephan stiftet die Linie Pfalz-Simmern-Zweibrücken mit der Residenz Simmern
- der jüngste Sohn Otto wird Pfalzgraf in Mosbach

Gründer der Linie Simmern-Zweibrücken war Pfalzgraf Stephan. Er wurde um 1385 als dritter Sohn König Ruprechts geboren. Er heiratete 1410 Anna von Veldenz, die Erbtochter der gleichnamigen Grafschaft (und der Hälfte der Grafschaft Sponheim). Bereits bei der Heirat war klar, dass diese Erbschaft beim Tod des letzten Grafen von Veldenz an Stephan (bzw. seine Kinder) fallen würde. Seine Söhne Friedrich und Ludwig teilten 1459 die väterlichen Besitzungen wiederum auf. Ludwig erhielt das Herzogtum Zweibrücken und das veldenzische Erbe und gründete die Linie Pfalz-Zweibrücken. Friedrich I. erhielt das Fürstentum Simmern und den Anteil der Grafschaft Sponheim aus dem Veldenzer Erbe, die er bereits seit 1444, nach dem Tod des letzten Veldenzers, von Kastellaun aus regierte. Er ist somit eigentlicher Begründer der Linie Pfalz-Simmern.
Die Heidelberger Linie starb 1559 mit Ottheinrich aus, worauf die reformierte Linie Pfalz-Simmern das Erbe in der Kurpfalz antrat.
Die Linie Pfalz-Simmern erlosch 1685 mit Karl II., dem Bruder Liselottes von der Pfalz. Ihr folgte die Linie Pfalz-Neuburg, die sich 1569 von der Linie Pfalz-Zweibrücken losgelöst und 1614 Jülich und Berg erworben hatte.
Die Linie Pfalz-Simmern stellte die Kurfürsten
- Friedrich III. von der Pfalz (1515–1576)[1]
- Ludwig VI. von der Pfalz (1539–1583)
- Friedrich IV. von der Pfalz (1574–1610)
- Friedrich V. von der Pfalz (1596–1632), 1619–1620 König von Böhmen (Winterkönig)
- Karl I. Ludwig von der Pfalz (1617–1680)
- Karl II. von der Pfalz (1651–1685)

Bekannt wurden auch
- Friedrich I. von Pfalz-Simmern (1417–1480), Pfalzgraf und Herzog von Pfalz-Simmern (1444–1480)
- Ruprecht von Pfalz-Simmern (1420–1478), Fürstbischof von Straßburg
- Stephan von Pfalz-Simmern (1421–1485), Domherr in Straßburg, Mainz und Köln (1441–1484)
- Johann von Pfalz-Simmern (um 1429–1475), Bischof von Münster (1458–1466) und Erzbischof von Magdeburg (1466–1475)
- Ruprecht von Pfalz-Simmern (1461–1507), Fürstbischof von Regensburg
- Johann II. von Pfalz-Simmern (1509–1557), Pfalzgraf und Herzog von Pfalz-Simmern
- Katharina von Pfalz-Simmern (1510–1572), Äbtissin im Kloster Kumbd
- Johanna von Pfalz-Simmern (1512–1581), Äbtissin im Kloster Marienberg
- Brigitta von Pfalz-Simmern (1516–1562), Äbtissin im Stift Neuburg
- Elisabeth von Pfalz-Simmern (1520–1564), durch Heirat Gräfin von Erbach
- Reichard (Pfalz-Simmern-Sponheim) (1521–1598), Pfalzgraf und Herzog von Pfalz-Simmern, Herzog von Simmern (1569–1598)
- Dorothea von Pfalz-Simmern (1581–1631), durch Heirat Fürstin von Anhalt-Dessau
- Ludwig Philipp von Pfalz-Simmern (1602–1655), Vormund des Kurprinzen (1632–1649) und Administrator der Kurpfalz
- Ruprecht von der Pfalz (1619–1682), Herzog von Cumberland, Generalissimus aller englischen Armeen und Lord High Admiral der königlichen Flotte
- Moritz von der Pfalz (1621–1652), pfälzischer Kurprinz aus der Linie Pfalz-Simmern
- Eduard von der Pfalz (1625–1663), Pfalzgraf und Herzog von Pfalz-Simmern
- Philipp von der Pfalz (1627–1650), pfälzischer Kurprinz und Pfalzgraf bei Rhein aus der Linie Pfalz-Simmern
- Sophie von der Pfalz (1630–1714), durch Heirat Kurfürstin von Hannover, durch den Act of Settlement gesetzlich als Stammmutter des britischen Königshauses festgelegt
- Elisabeth Marie Charlotte von Pfalz-Simmern (1638–1664), durch Heirat Herzogin von Brieg
- Ludwig Heinrich (Pfalz-Simmern) (1640–1674), Herzog von Simmern-Kaiserslautern
- Luise Marie von der Pfalz (1647–1679), Pfalzgräfin bei Rhein aus der Linie Pfalz-Simmern und durch Heirat Fürstin zu Salm
- Anna Henriette von Pfalz-Simmern (1648–1723), Pfalzgräfin bei Rhein aus der Linie Pfalz-Simmern und durch Heirat Princesse de Condé
- Elisabeth Charlotte, genannt Liselotte von der Pfalz (1652–1722), durch Heirat Herzogin von Orléans

## Stammliste (unvollständig)
- Stephan († 1459), Pfalzgraf und Herzog von Pfalz-Simmern-Zweibrücken
  - Friedrich I. († 1480), Pfalzgraf und Herzog von Pfalz-Simmern
    - A: Johann I. († 1509), Pfalzgraf und Herzog von Pfalz-Simmern
      - B: Johann II. († 1557), Pfalzgraf und Herzog von Pfalz-Simmern
        - C: Friedrich III. († 1576), Kurfürst von der Pfalz
          - D: Ludwig VI. († 1583), Kurfürst von der Pfalz
            - E: Anna Maria († 1589), Pfalzgräfin
            - E: Friedrich IV. († 1610), Kurfürst von der Pfalz
              - F: Friedrich V. († 1632), Kurfürst von der Pfalz
                - G: Karl I. Ludwig († 1680), Kurfürst von der Pfalz
                  - H: Karl II. († 1685), Kurfürst von der Pfalz
                  - H: Elisabeth Charlotte († 1722), Pfalzgräfin

                - G: Elisabeth († 1680), Äbtissin zu Herford
                - G: Ruprecht († 1682), Herzog von Cumberland
                - G: Louise Maria († 1709), Äbtissin zu Maubuisson
                - G: Eduard († 1663), Pfalzgraf
                - G: Sophie († 1714), Pfalzgräfin

              - F: Elisabeth Charlotte († 1660), Pfalzgräfin
              - F: Ludwig Philipp († 1655), Administrator der Kurpfalz

          - D: Johann Kasimir († 1592), Administrator der Kurpfalz

        - C: Georg († 1569), Herzog von Simmern
        - C: Reichard († 1598), Herzog von Simmern
        - C: Helena († 1579), Pfalzgräfin

## Wappen

Vollwappen von Johann II. von Pfalz-Simmern, dargestellt im Lehenbuch von Kurfürst Ludwig V. von der Pfalz

Die Linie Pfalz–Simmern führte das Wappen der wittelsbacher Pfalzgrafen, ergänzt mit dem Wappen der vorderen Grafschaft Sponheim. Das Wappen zeigt im gevierten Schild, die wittelsbacher Rauten und den kurpfälzischen Löwen. Das Wappen der vorderen Grafschaft Sponheim (Schachbrett Blau in Gold) ist als Herzschild aufgelegt. Der Helm trägt eine goldene Fürstenkrone. Die Helmdecke ist außen Schwarz und innen Gelb (Gold). Als Helmzier erscheinen Büffelhörner mit blau-weißen Rauten und ein gekrönter Löwe mit hervorwachsendem Pfauenwedel (der Pfauenwedel gehört zur Helmzier des sponheimer Wappens).